# Alex Bunbury
Alexander ‘Alex’ Bunbury  (ur. 18 czerwca 1967 w Plaisance) – kanadyjski piłkarz pochodzenia gujańskiego występujący na pozycji napastnika. Trener piłkarski. Ojciec Teala Bunbury’ego, także piłkarza oraz aktorki Kylie Bunbury.

## Kariera klubowa
Bunbury urodził się w Gujanie, ale jako dziecko emigrował z rodziną do Kanady. Zawodową karierę piłkarską rozpoczynał w 1987 roku w klubie Hamilton Steelers. W 1991 roku odszedł do Toronto Blizzard, a w 1992 roku został graczem Montrealu Supra. Na początku 1993 roku trafił do angielskiego West Hamu United z Division One. Spędził tam pół roku.
Latem 1993 roku odszedł do portugalskiego CS Marítimo. Został także wybrany kanadyjskim piłkarzem roku. W 1995 roku dotarł z nim do finału Pucharu Portugalii, gdzie Marítimo przegrało jednak 0:2 ze Sportingiem CP. W tym samym roku Bunbury został wybrany obcokrajowcem roku ligi portugalskiej, a także kanadyjskim piłkarzem roku. W Marítimo spędził 5 lat.
W 1999 roku Bunbury podpisał kontrakt z amerykańskim Kansas City Wizards. W 2000 roku zdobył z nim MLS Cup, a także MLS Supporters' Shield. W tym samym roku zakończył karierę.

## Kariera reprezentacyjna
W 1985 roku Bunbury wziął udział w młodzieżowych Mistrzostwach Świata. Zagrał na nich w 3 meczach, a Kanada odpadła z turniej po fazie grupowej. W pierwszej reprezentacji Kanady zadebiutował w 24 sierpnia 1986 roku w wygranym 1:0 towarzyskim meczu z Singapurem. 30 sierpnia 1986 roku w wygranym 4:0 towarzyskim spotkaniu z Indonezją strzelił pierwszego gola w drużynie narodowej.
W 1993 roku został powołany do kadry na Złoty Puchar CONCACAF. Wystąpił na nim w pojedynkach z Kostaryką (1:1), Martyniką (2:2) oraz Meksykiem (0:8). Tamten turniej Kanada zakończyła na fazie grupowej.
W 1996 roku Bunbury po raz drugi uczestniczył w Złotym Pucharze CONCACAF. Zagrał na nim w meczach z Hondurasem (3:1) i Brazylią (1:4), a Kanada ponownie odpadła z turnieju po fazie grupowej.
W latach 1986–1997 w drużynie narodowej rozegrał w sumie 64 spotkania i zdobył 16 bramek.